# حسن‌آباد علیا (زیرکوه)
حسن آباد علیا روستایی در دهستان زهان بخش زهان شهرستان زیرکوه استان خراسان جنوبی ایران است. بر پایه سرشماری عمومی نفوس و مسکن در سال ۱۳۹۰ جمعیت این روستا ۱۸۶ نفر (در ۴۷ خانوار) بوده است.